# Инципит
Инци́пит (от лат. incipit — «начинается», личная форма глагола incipere) — начальные одно или несколько слов какого-либо текста, служащие для его идентификации, а также выполняющие функцию его названия (заголовка). Термин употребителен у филологов, литургистов, музыковедов, литературоведов и прочих гуманитариев, занимающихся изучением старинных источников.

## Краткая характеристика
Способ ссылки на цитируемое произведение по инципиту был введён ещё александрийскими учёными (в III—II веках до н. э.) как наиболее надёжный, поскольку заглавия произведений могли варьироваться, а имена авторов — совпадать.
В средневековых латинских рукописных текстах инципиты нередко выделялись красным цветом (киноварью). В музыкальной источниковедческой литературе (например, в тематических каталогах сочинений композиторов) «инципитом» называют начальную фразу (или первый отдел формы) музыкального произведения.
Идентификация текстов по инципиту вынужденно необходима в анонимных текстах (например, в музыкально-теоретических трактатах или книгах песен Средневековья) с одинаковыми заголовками или вовсе без заголовков.
Понятием, противоположным инципиту, является эксплицит — последние несколько слов произведения.

## Примеры инципитов

### Музыкальные произведения
Многие вокальные сочинения в современной концертно-исполнительской и музыковедческой практике именуются по инципитам их текстов, например, подавляющее большинство вокальных произведений И. С. Баха.
Ряд популярных оперных номеров широко известны именно по инципитам, например, арию Калафа из оперы Дж. Пуччини «Турандот» реферируют (как в среде любителей музыки, так и в музыковедческой) с помощью одного лишь её инципита Nessun dorma, а каватину Нормы из 1-го акта одноимённой оперы В. Беллини — с помощью её инципита Casta diva.
Инципиты текстов протестантских хоралов практически всегда выступают в качестве их названий (например, Ein feste Burg ist unser Gott — «Наш Бог — твердыня», Wachet auf, ruft uns die Stimmе — «Пробуждайтесь, голос к нам взывает»).
Множество народных песен широко известны по инципитам (например, «Во поле берёза стояла», «Во саду ли, в огороде», «Ах, мой милый Августин»). Песня «Сижу за решёткой в темнице сырой» на слова А. С. Пушкина широко известна именно под таким названием (то есть своим инципитом), хотя пушкинское стихотворение имеет собственное — «Узник».
Аналогично и государственный гимн Российской империи «Боже, Царя храни!» сейчас известен именно под своим инципитом, хотя носит официальное название «Молитва русского народа». Неофициальные гимны «Коль славен наш Господь в Сионе» и «Гром победы, раздавайся!» вовсе не имеют других названий.

### Библейские и богослужебные тексты
Следующие тексты широко известны под названиями-инципитами:
| Текст                                  | Церковнославянский инципит | Латинский инципит |
| -------------------------------------- | -------------------------- | ----------------- |
| Молитва Господня                       | Отче наш                   | Pater noster      |
| Псалом 50                              | Помилуй мя, Боже           | Miserere          |
| Песнь Симеона Богоприимца              | Ныне отпущаеши             | Nunc dimittis     |
| Песнь Богородицы                       | Величит душа моя Господа   | Magnificat        |
| Символ веры                            | Верую                      | Credo             |
| Хвалебная песнь Амвросия Медиоланского | Тебе Бога хвалим           | Te Deum           |
| Тропари воскресные                     | Ангельский собор           | —                 |
Среди других православных молитвенных песнопений, практически всегда называющихся по инципиту — «Богородице Дево», «Иже херувимы», «Милость мира», «Достойно есть», «Честнейшую херувим», «Господи, воззвах», «Царице моя преблагая», «Агни́ Парфе́не»; среди католических — Аве Мария, Salve Regina (вместе с другими Богородичными антифонами), Dies irae, De profundis (Псалом 129), Gloria.
Инципиты широко употребляются в богослужебных книгах для указания того или иного текста, который необходимо петь (или читать) в соответствующем месте богослужения.
Книга «Пролог» получила своё славянское название по первому слову оригинального греческого текста (подзаголовка), воспринятого славянскими переводчиками как заголовок всего сборника.

### Папские документы
Энциклики и буллы папы римского традиционно называются по начальным двум или трём словам текста.